# 315 (číslo)
Tři sta patnáct je přirozené číslo, které následuje po čísle tři sta čtrnáct a předchází číslu tři sta šestnáct. Římskými číslicemi se zapisuje CCCXV a řeckými číslicemi τιε.

## Matematika
315 je:
- Deficientní číslo
- Nešťastné číslo

## Astronomie
- (315) Constantia je planetka hlavního pásu, kterou objevil v roce 1891 Johann Palisa

## Doprava
- Silnice II/315 je česká silnice II. třídy vedoucí na trase Týnišťko – Choceň – Ústí nad Orlicí – Lanškroun – Tatenice – Zábřeh na Moravě – Leština – Dubicko – Úsov [1][2][3][4]

## Roky
- 315
- 315 př. n. l.